# 장 칼뱅의 성경해석학
종교 개혁의 근본적인 출발점이 올바른 성경의 해석에서 시작되었다. 루터의 로마서 강해를 시작으로 칼빈의 주석에서 꽃을 피웠다. 종교 개혁가 장 칼뱅은 신구약성경을 자신의 독특한 해석방법을 통하여 주석하였다. 그의 해석적 공로는 B. S. 차일즈와 카를 바르트와 같은 학자들에 의해서 높이 평가받고 있다. 에라스무스의 영향속에서 발전한 인문주의의 본문비평방법과 루터의 기독론적 전통을 따라서 자신의 해석학을 발전시켰다.  그의 신학논문을 포함하여 기독교 강요와 주석들은 칼빈의 해석학의 특징들을 잘 보여준다.

#### 역사적 문법적 방법
에라스무스 이후 시도된 이 해석원리는 중세의 4중적 의미의 해석 방법의 고리를 끊고 텍스트의 순수한 의미를 찾으려고 시도되었다.

#### 기독론적 해석
루터 이후 시도된 이 방법은 유대주의적 해석과 차이를 두는 것으로 신구약 성경의 중심인 그리스도를 목표하는 해석이다. 루터는 언제나 기독론적 해석이 지나쳐서 야고보의 정경성 논란까지 갔었지만, 칼빈은 성경신학적 측면에서 율법과 복음의 차이점과 연속성의 조화 속에서, 언약사상의 측면에서 기독론적 균형 있게 찾아내었다.

#### 성경의 유추(scriptura sui ipsius interpres)
장 칼뱅은 하나의 성경의 내용을 성경의 다른 부분을 인용하여 해석하는 방법을 택했다. 그에게 있어서 이 원리는 성경의 참된 의미란 오직 성경 안에서 발견되는 것을 의미했다. 이것은 또한 중세의 4중적 의미의 해석을 거절하고 역사적 문법적 해석을 수반한다.

#### 성령의 조명
칼뱅은 성경을 성령의 인도를 받아 쓰여진 것으로 보았다. 때문에 칼뱅은 성경의 참된 저자가 성령이라 생각했다. 그는 이러한 믿음을 바탕으로 성령이 확실한 해석자이므로 성경을 해석할 때에는 성령의 조명이 받드시 있어야 한다고 생각하였다. B. S. 차일즈(Childs)는 칼빈 해석에 있어서 성령의 조명의 의한 성경 해석을 탁월하게 인정하였다.

#### 간결성과 용이성(brevitas et facilitas)
칼뱅은 로마서 서문에서 시몬 그래니우스에게 밝힌 것처럼 이것을 성경 해석의 근본적인 원리로 삼고 있다. 간결성은 장황하고 거대한 해석을 피하고(ne prolixis commehtariis)가능한 짧고 간략한 방식을 유지하려는 시도이며, 용이성은 해석시 애매한 점을 제거시켜 단순성을 가지고 독자들에게 쉽게 이해되게하는 방식이다.

## 같이 보기
- 간결성과 용이성
- 장 칼뱅
- 신학적 해석학
- 장 칼뱅의 성경관

## 참고 문헌
- 고광필, 김재흥 (2009). 《칼뱅의 성경해석과 설교, 그리고 묵상》. UBF.
- 안명준, 칼빈의 성경해석학, CLC, 1997
- 안명준, 칼빈해석학과 신학의 유산, CLC, 2009